# Jasenie
Jasenie est un village de Slovaquie situé dans la région de Banská Bystrica.

## Histoire
Première mention écrite du village en 1424.

## Démographie

### Évolution de la population
| Année:               | 1994. | 2004.   | 2014.   | 2024.   |
| -------------------- | ----- | ------- | ------- | ------- |
| Nombre de personnes: | 1188  | 1104    | 1197    | 1154    |
| Différence:          |       | -7,07 % | +8,42 % | -3,59 % |

| Année:               | 2023. | 2024.   |
| -------------------- | ----- | ------- |
| Nombre de personnes: | 1140  | 1154    |
| Différence:          |       | +1,22 % |